# Uzzi
Adrian Alin Demeter (n. 26 martie 1978, București, Pantelimon, România), mai bine cunoscut sub numele de Uzzi, este un rapper român. 
Și-a început cariera de MC prin anii '92-'93 în trupa Demonii, una dintre puținele trupe care cântau gangsta rap în limba română la acea vreme. A părăsit mai târziu trupa pentru a se alătura în 1994 lui Caddillac și Tata Vlad, pe atunci Klax 187 și Mr. Juice (Doom), formând Bucharest Underground Mafia B.U.G. Mafia.

## Featuring-uri
- 1996: Klansmen - Drog (feat. Uzzi)
- 1997: La Familia - În Afara Legii (feat. Uzzi)
- 1997: La Familia - Degeaba Te Întrebi (feat. Uzzi & Giovanni)
- 1998: La Familia - Nu Mă Cunoști (feat. Uzzi & Caddillac)
- 1999: Casino - Vorbesc Despre... (feat. Uzzi & Caddillac)
- 1999: La Familia - Vorbe (feat. Uzzi)
- 2004: Ombladon - Noi Vs Ei (feat. Uzzi)
- 2006: Grasu XXL - Phen So Khames (feat. Uzzi & Villy)
- 2007: Smiley - În Lipsa Mea (feat. Uzzi)
- 2016: Ruby - Nu Caut Iubirii (feat. Uzzi)
- 2022: Mira - 16 Ani (feat. Uzzi)
- 2022: Nane - TuTuTu (feat. Uzzi)